# Mixaderus sublunulatus
Mixaderus sublunulatus là một loài bọ cánh cứng trong họ Aderidae. Loài này được Pic miêu tả khoa học năm 1936.